# 2939 Coconino
2939 Coconino је астероид главног астероидног појаса са средњом удаљеношћу од Сунца која износи 2,440 астрономских јединица (АЈ).
Апсолутна магнитуда астероида је 12,6.